# Lista de vereadores de Paraíba do Sul
Esta é a lista de vereadores de Paraíba do Sul, município brasileiro do estado do Rio de Janeiro.
A Câmara Municipal de Paraíba do Sul é formada por onze representantes. O prédio da Câmara chama-se Palácio Tiradentes. O seu salão de reuniões chama-se Salão Nobre Bento Gonçalves Pereira.

## Legislatura de 2021–2024
Estes são os vereadores eleitos nas eleições de 15 de novembro de 2020, pelo período de 1° de janeiro de 2021 a 31 de dezembro de 2024:
| Mesa Diretora (2021-2022)              |                       |                        |                           |
| Nome                                   | Início do mandato     | Fim do mandato         | Cargo                     |
| Diogo do Nascimento Azevedo (PSL)      | 1º de janeiro de 2021 | 31 de dezembro de 2022 | Presidente da Câmara      |
| José Glicério Bento Bernardes (PTB)    | 1º de janeiro de 2021 | 31 de dezembro de 2022 | Vice-presidente da Câmara |
| André Vieira de Souza Salgueiro (Rep.) | 1º de janeiro de 2021 | 31 de dezembro de 2022 | 1º Secretário             |
| Carlos Eduardo Magdalena Pereira (SD)  | 1º de janeiro de 2021 | 31 de dezembro de 2022 | 2º Secretário             |

|    | Nome                                                                                | Partido                               | Votos | %    | Observações |
| -- | ----------------------------------------------------------------------------------- | ------------------------------------- | ----- | ---- | ----------- |
| 1  | Leonardo de Souza Carvalho Corrêa, Leo Corrêa (Paraíba do Sul, 01.02.1996–)         | CIDADANIA                             | 966   | 4,07 | 1º mandato  |
| 2  | Diogo do Nascimento Azevedo, Diogo Jacaré (2021-2022) (Paraíba do Sul, 17.07.1984–) | Partido Social Liberal (PSL)          | 683   | 2,88 | 2º mandato  |
| 3  | Carlos Eduardo Magdalena Pereira, Maninho Magdalena (Paraíba do Sul, 10.11.1979–)   | Solidariedade (SD)                    | 652   | 2,75 | 2º mandato  |
| 4  | José Glicério Bento Bernardes, Canela (Paraíba do Sul, 09.01.1960–)                 | Partido Trabalhista Brasileiro (PTB)  | 502   | 2,12 | 1º mandato  |
| 5  | Francisco Assunção Ribeiro, Chiquinho (Paraíba do Sul, 05.01.1945–)                 | Partido Social Cristão (PSC)          | 494   | 2,08 | 1º mandato  |
| 6  | Eliel da Silva Teixeira (Rio de Janeiro, 24.09.1971–)                               | Partido Liberal (PL)                  | 494   | 2,08 | 1º mandato  |
| 7  | André Vieira de Souza Salgueiro (Rio de Janeiro, 15.01.1996–)                       | REPUBLICANOS                          | 489   | 2,06 | 1º mandato  |
| 8  | Silvestre Soares Coelho (Paraíba do Sul, 31.12.1964–)                               | REPUBLICANOS                          | 446   | 1,88 | 1º mandato  |
| 9  | André Aguiar Moreira, Dedé Filho do Ilson (Paraíba do Sul, 21.03.1980–)             | Partido Democrático Trabalhista (PDT) | 403   | 1,70 | 2º mandato  |
| 10 | Guilherme Lourenço da Silva, Guilherme Véi (Contagem, 14.07.1982–)                  | Partido Trabalhista Cristão (PTC)     | 351   | 1,48 | 1º mandato  |
| 11 | Norma Aparecida de Souza Lima, Tia Norma (Vassouras, 20.08.1968–)                   | Partido Liberal (PL)                  | 325   | 1,37 | 1º mandato  |

## Legislatura de 2017–2020
Estes são os vereadores eleitos nas eleições de 2 de outubro de 2016, pelo período de 1° de janeiro de 2017 a 31 de dezembro de 2020:
|    | Nome                                                                               | Partido                                            | Votos | %    | Observações |
| -- | ---------------------------------------------------------------------------------- | -------------------------------------------------- | ----- | ---- | ----------- |
| 1  | Diogo do Nascimento Azevedo, Diogo Jacaré (Paraíba do Sul, 17.07.1984–)            | Partido Democrático Trabalhista (PDT)              | 805   | 3,25 | 1º mandato  |
| 2  | José Francisco da Costa, da Saúde (Paraíba do Sul, 03.06.1968–)                    | Partido Ecológico Nacional (PEN)                   | 711   | 2,87 | 1º mandato  |
| 3  | Mário Sérgio Leal Cordeiro (Paraíba do Sul, 21.02.1973–)                           | Partido da Mobilização Nacional (PMN)              | 687   | 2,77 | 1º mandato  |
| 4  | Jarbas José Soares (Paraíba do Sul, 16.04.1966–)                                   | Partido Republicano Brasileiro (PRB)               | 632   | 2,55 | 1º mandato  |
| 5  | Marcos Antônio de Medeiros, Marquinho Carismático (Paraíba do Sul, 06.07.1977–)    | Solidariedade (SD)                                 | 592   | 2,39 | 1º mandato  |
| 6  | Ignácio José Dias, Cici (Paraíba do Sul, 12.03.1961–)                              | Partido Republicano Brasileiro (PRB)               | 539   | 2,17 | 1º mandato  |
| 7  | André Aguiar Moreira, Dedé, O Filho do Dr. Ilson (Paraíba do Sul, 21.03.1980–)     | Partido Republicano da Ordem Social (PROS)         | 510   | 2,06 | 1º mandato  |
| 8  | Edilson Dias Alves, Gomide (Paraíba do Sul, 11.03.1970–)                           | Solidariedade (SDD)                                | 448   | 1,81 | 1º mandato  |
| 9  | Carlos Eduardo Magdalena Pereira, Maninho Magdalena (Paraíba do Sul, 10.11.1979–)  | Partido Social Democrático (PSD)                   | 444   | 1,79 | 1º mandato  |
| 10 | José Cláudio de Almeida, Claudão do Povo (2017-2020) (Paraíba do Sul, 24.01.1968–) | Partido do Movimento Democrático Brasileiro (PMDB) | 387   | 1,56 | 1º mandato  |
| 11 | Tiago Martins Cardoso de Souza (Paraíba do Sul, 27.11.1992–)                       | Partido Progressista (PP)                          | 294   | 1,19 | 1º mandato  |

## Legenda
| Cor  | Significado          |
| Bege | Presidente da Câmara |
| Azul | Suplente             |